# Fotocamera (Windows)
Windows Fotocamera è un'utility di acquisizione di immagini e video inclusa nelle versioni più recenti di Microsoft Windows e la sua controparte mobile. È in circolazione su dispositivi mobili basati su Windows da quando l'hardware della fotocamera è stato incluso su quei dispositivi ed è stato introdotto su PC Windows con Windows 8, fornendo agli utenti per la prima volta una fotocamera integrata di prima parte in grado di interagire con l'hardware dellWindows 8, Windows 8.1, Windows 10, Pocket PC, Windows Phone, Windows 10 Mobile, Xbox Onea webcam. È simile per struttura e funzionalità alle omonime app iOS e Android.

## Acquisizione delle foto
La fotocamera può acquisire foto, video e "immagini viventi" standard, simili alle immagini GIF animate. Supporta le proporzioni 16:9, 4:3 e 3:2 e offre cornici di allineamento quadrate, sezione aurea e a mirino, che sono disabilitate per impostazione predefinita. Le selezioni di acquisizione video possono essere eseguite con livelli di dettaglio di 640×360 pixel/30 fotogrammi al secondo, 1280×720 pixel/30 fotogrammi al secondo o 1920×1080 pixel/30 fotogrammi al secondo. È inoltre possibile abilitare la riduzione dello sfarfallio e la stabilizzazione video.
Foto e video vengono salvati per impostazione predefinita nella cartella Immagini salvate della libreria Immagini in Esplora file, ma gli utenti possono modificare il percorso di archiviazione.
Le acquisizioni della fotocamera includono informazioni sulla posizione se l'utente fornisce l'autorizzazione all'app per usarla. Le impostazioni aggiuntive incluse nell'app includono ritardo, zoom, controllo della messa a fuoco, controllo della sensibilità, controllo del bilanciamento del bianco, controllo della velocità dell'otturatore, controllo della luminosità e un interruttore per passare da una fotocamera all'altra. Ad esempio, la maggior parte dei telefoni e tablet Windows ha fotocamere frontali e posteriori, quindi il pulsante di commutazione Fotocamera consente di alternare tra le due opzioni.

## Introduzione
La fotocamera è stata introdotta su Windows Mobile nel 2000 e PC Windows alla fine del 2012. Prima della sua introduzione, non esisteva uno strumento integrato per l'utilizzo di videocamere per PC integrate o webcam esterne collegate, sebbene alcuni produttori includessero software per fotocamere di terze parti sui dispositivi venduti. Sui dispositivi Lumia Windows 10 Mobile, è l'unica fotocamera poiché Microsoft ha interrotto il supporto per le app Lumia Camera personalizzate.

## Problemi
Poiché Fotocamera utilizza solo la fotocamera hardware, non un'utilità di acquisizione dello schermo, la sua funzionalità dipende dall'hardware. Mentre tutti gli attuali telefoni Windows hanno almeno una fotocamera, non tutti i computer desktop Windows ne hanno una.
La fotocamera non ha alcune delle funzionalità dell'app iOS, come video al rallentatore, un rapporto di foto 1:1 e filtri. Tuttavia, tutti questi effetti possono ancora essere aggiunti a foto e video già creati modificandoli in Microsoft Foto. La fotocamera ha una funzione di acquisizione del panorama simile a quella di iOS, ma solo sui telefoni. 
Microsoft ha lanciato un'app per fotocamera gratuita denominata Pix esclusivamente per dispositivi iOS, nonostante abbia già la propria piattaforma mobile e l'app Fotocamera. Pix ha un set di funzionalità diverso rispetto a Windows Camera o iOS Camera.